# Baltasar de Vitoria
Fray Baltasar de Vitoria (Salamanca, segunda mitad del XVI - primera mitad del XVII), fraile franciscano, mitógrafo y escritor español.

## Biografía
Fue predicador y prior del convento de San Francisco en Salamanca, la misma ciudad en que había nacido. De sólidos conocimientos humanísticos, publicó un manual de mitología pagana en dos partes que se hizo muy popular, Teatro de los Dioses de la Gentilidad (Salamanca, 1620 y 1623; numerosas reimpresiones posteriores). Entre esas dos partes suman trece libros consagrados cada uno a las historias relacionadas con un dios, siguiendo en eso el mismo esquema que la Genealogía de los dioses paganos de Giovanni Boccaccio, de quien conoce la versión española.  
La primera contiene a los dioses Saturno, Júpiter, Neptuno, Plutón, Apolo y Marte; la segunda a Mercurio, Hércules, Juno, Minerva, Diana y Venus y un último libro consagrado «a otros dioses de menor cuantía y de más baja estofa, pero libro más entretenido, por las cosas más extraordinarias que en él se tratan»: Fortuna, Fama, Esperanza, Paz, Himeneo, los lares, el Genio, el Sueño, los Sátiros Faunos y Silvanos, Términus, las Sibilas, el Dios desconocido, Harpócrates dios del silencio, Némesis, Momo, Gea y la Muerte.
Vitoria advierte que «en estos libros se trata quién fue cada Dios, sus padres, y sus hijos, sus metamorfoseos, conversiones, y ensayos, los templos que les fueron consagrados, las ciudades en que fueron reverenciados... También se trata en estos libros de las aves, animales, árboles y plantas, que a cada Dios son dedicadas, con todas sus propiedades y virtudes. También se trata de las imágenes, pinturas y estatuas consagradas a estos dioses, que es lectura muy curiosa y entretenida, y aún muy trabajada». La popularidad de la obra hizo a un padre trinitario, Juan Bautista Aguilar, escribir en 1688 una tercera parte que completaba las anteriores.
Las fuentes de la obra de Baltasar de Vitoria son principalmente Andrea Alciato, Filippo Bergomense, Beroso, Natale Conti, Vincenzo Cartari, Guillaume du Choul, Lilio Gregorio Giraldi, Giovanni Pontano, Jean Tixier, Piero Valeriano Bolzani entre los modernos, y entre los antiguos Ovidio, Virgilio, Pomponio Mela, San Agustín etc. Destaca en especial el tratadista Bartolomé Cassaneo, cuya obra Catalogus Gloriae Mundi aparece muy citada por Vitoria en el Teatro.
Guillermo Serés estima que "Vitoria concibe su Teatro como una práctica enciclopedia mitográfica para uso de poetas, predicadores y escritores en general. Más cerca de humanistas como Baltasar de Céspedes (de quien fue alumno en Salamanca), León Hebreo o Natale Conti que de Juan Pérez de Moya, Vitoria sigue también la pauta de la primera gran recopilación mitográfica: la Genealogia deorum gentilium de Giovanni Boccaccio. Para ilustrar su gran galería de mitos, incluye una espléndida antología de textos españoles (desde Juan de Mena a Luis de Góngora, pasando por Garcilaso, Gregorio Silvestre, Fernando de Herrera, Francisco de Medina, Sa de Miranda, Diego Hurtado de Mendoza, Francisco de la Torre, Cristóbal Mosquera de Figueroa, Francisco Rodrigues Lobo, Luis Camoens, Cervantes y muchos otros, e italianos (Dante Alighieri, Francesco Petrarca, Angelo Poliziano, Ludovico Ariosto, Jacopo Sannazaro, Giovanni Pontano, Tasso, Girolamo Fenarolo, Bernardino Danieli) y traduce magníficamente del latín a los grandes clásicos. Desde el punto de vista interpretativo, la obra de Vitoria también está más cerca de la exégesis humanista (aunque sin los referentes órficos y herméticos) que de la medieval (v. g., las Cuestiones de Alonso de Madrigal, el Tostado), aunque sin renunciar a las ideas centrales de San Agustín y sucesores, como hicieron Luis Vives, Pedro Simón Abril o Pedro Sánchez de Viana, el traductor de las Metamorfosis de Ovidio.